# Apterostigma eowilsoni
Apterostigma eowilsoni  (лат.) — ископаемый вид муравьёв-грибководов (Attini) из подсемейства Myrmicinae. Доминиканский янтарь, Центральная Америка, миоцен, возраст находки 16—19 млн лет. Первый ископаемый представитель рода Apterostigma.

## Описание
Муравьи мелкого размера. Длина тела около 3 мм, длина головы 0,99 мм, ширина головы 0,68 мм. Длина задних бёдер 1,37 мм. Усики 11-члениковые; апикальный сегмент в 2,25 раза длиннее субапикального. Мандибулы несут 11 зубцов на жевательном крае. Пронотум и мезонотум выпуклые, проподеум округлый. Тело покрыто многочисленными отстоящими волосками.
Вид был впервые описан в 2007 году американским мирмекологом Тедом Шульцем (Ted R. Schultz , Department of Entomology, National Museum of Natural History
Smithsonian Institution, Вашингтон,  США) вместе с другими ископаемыми муравьями, такими как Apterostigma electropilosum. Видовое название Apterostigma eowilsoni дано в честь крупного американского мирмеколога академика Эдварда Осборна Уилсона (E.O.Wilson). Первый ископаемый представитель рода Apterostigma, ранее из муравьёв-грибководов в ископаемом виде были известны только 3 вида: Trachymyrmex primaevus (Baroni Urbani, 1980), Cyphomyrmex maya, и C. taino (de Andrade, 2003).